# Alice by Heart
Alice by Heart és un musical amb música de Duncan Sheik, lletra de Steven Sater i un llibret de Sater amb Jessie Nelson. El musical s'inspira enla novel·la de 1865 de Lewis Carroll Les aventures d'Alícia al país de les meravelles i va ser presentat originalment pel Royal National Theatre de Londres el 2012.

## Rerefons
Alice by Heart va ser originalment encarregat pel Royal National Theatre de Londres el 2012, i va ser interpretat per companyies juvenils d'arreu del Regne Unit El musical va ser desenvolupat com a taller pel Theatre Aspen (Aspen, Colorado) el juliol de 2014. El musical va rebre un taller addicional del MCC Theater el desembre de 2015. New York Stage and Film & Vassar al Powerhouse Theatre van presentar una producció de taller el juliol de 2018. La directora Jessie Nelson va assenyalar: "Estem intentant explorar el poder d'un llibre i què ha significat la història per a aquesta noia...”
El musical es va estrenar al Newman Mills Theatre del Robert W. Wilson MCC Theatre Space de l'Off-Broadway el gener de 2019, amb una estrena oficial el 26 de febrer, per una tirada limitada fins al 7 d'abril de 2019.

## Produccions
La producció d'estrena mundial d'Alice by Heart es va anunciar el 21 de març de 2018 com a part de la temporada inaugural d'MCC a la seva nova seu permanent de dos llocs de l'off-Broadway. El càsting es va anunciar el 23 d'octubre. La producció va obrir Off-Broadway el 26 de febrer de 2019 al MCC Theatre, després de les preestrenes del 30 de gener, amb el tancament fixat el 7 d'abril. La data de tancament es va ampliar a partir del 31 de març. Va ser dirigida per Jessie Nelson amb coreografies de Rick i Jeff Kuperman, escenografies d'Edward Pierce, vestuari de Paloma Young i il·luminació de Bradley King.

## Argument
El musical té lloc l'any 1941, entre les runes després dels bombardeigs sobre Londres durant la Segona Guerra Mundial. La vida de l'adolescent Alice Spencer es veu alterada, ja que ella i el seu millor amic Alfred es veuen obligats a refugiar-se en una estació de metro de Londres. Tanmateix, Alfred, que pateix tuberculosi, està en quarantena ("West of Words"). L'Alice l'insta a escapar amb ella al seu estimat llibre Les aventures d'Alícia al país de les meravelles i viatja pel forat del conill fins al país de les meravelles. La infermera Cross, que s'encarrega de protegir tothom, arrenca el llibre de l'Alice com a càstig per haver visitat l'Alfred, malgrat la seva quarantena. L'Alice es posa molt desafiant i declara que ho sap "de memòria" i que li llegirà de totes maneres. La gent que s'amaga al refugi es converteix lentament en alguns dels personatges del llibre, i el mateix Alfred es transforma en el Conill Blanc ("Down the Hole"). Durant el seu temps al País de les Meravelles, Alícia canvia parts de la història, com passar massa temps amb el Conill Blanc i oblidar el Capítol 3. Rep consells del Gat de Cheshire; no una, sinó dues, Erugues ("Chillin' the Regrets"); balla el Quadrille de llagosta amb el conill blanc ("Those Long Eyes"); rep renyit per créixer massa ràpid per la duquessa; juga al croquet amb la reina de cors ("Manage Your Flamingo") i altres petits girs en escenes d'Alícia al país de les meravelles. L'Alfred es cansa de ser el Conill Blanc i vol acabar la seva vida com ell mateix, al búnquer amb l'Alice, així que intenta que acabi la història abans d'hora fent-la burla com la llebre de març. Ella li diu que l'odia, però abans de poder disculpar-se, el porten a la sala D ("Sick to Death of Alice-ness"). Durant el judici ("Isn't It a Trial"/"Do You Think We Think You're Alice?"), Alice es defensa i, finalment, l'Alfred s'uneix a ella. Amb l'ajuda de Tabatha com el gat de Cheshire, surten del País de les Meravelles i tornen al búnquer ("I've Shrunk Enough"). L'Alfred i l'Alice admeten els seus sentiments l'un per l'altre abans que Alfred mori ("Afternoon"). L'espectacle acaba amb l'Alice acceptant finalment la mort d'Alfred, i intentant ser optimista sobre la vida amb tota la resta que hi ha al búnquer ("Winter Blooms").

## Números musicals

### Off-Broadway
- "West of Words" – Alice, Alfred, Tabatha & Companyia
- "Down the Hole" – Companyia
- "Still" – Alice & White Rabbit
- "Chillin' the Regrets" – Caterpillars, Alice & Companyia
- "The Key Is" – Alice, White Rabbit, Caterpillars & Companyia
- "So" – Magpie, Eaglet, Duck, Canary, Dodo & Pigeon°
- "Those Long Eyes" – Cheshire Cat, Alice & White Rabbit
- "Manage Your Flamingo" – Duchess & Companyia
- "Sick to Death of Alice-ness" – Mad Hatter, March Hare, Dormouse & Alice
- "Brillig Braelig" – Jabberwocky, Alice & Companyia
- "Some Things Fall Away" – Cheshire Cat
- "Your Shell of Grief" – Mock Turtles & Alice
- "Another Room in Your Head" – Alfred, Alice & Companyia
- "Isn't It a Trial?" – Queen of Hearts & Companyia
- "Do You Think We Think You're Alice?" – Companyia
- "I've Shrunk Enough" – Alice & Companyia
- "Still (Reprise)" – Alfred & Alice°
- "Afternoon" – Alice, Alfred & Companyia
- "Winter Blooms" – Alice, Cheshire Cat & Companyia
- "Down the Hole (Reprise)" – Companyia°

°No inclosos a l'Original Cast Recording

## Personatges i repartiment original
| Personatge                                                              | Taller de Teatre Aspen (2014)   | Taller (2015)       | Taller Vassar (2018) | Off Broadway (2019) |
| ----------------------------------------------------------------------- | ------------------------------- | ------------------- | -------------------- | ------------------- |
| Liró /Nigel/Eaglet/Knave of Clubs                                       | Riley Costello                  | Riley Costello      | Zachary Infante      | Zachary Infante     |
| Dodgy/ Duquessa /Dodo/Mock Turtle                                       | Noah Galvin                     | Noah Galvin         | Noah Galvin          | Noah Galvin         |
| Alice Spencer /Alice                                                    | Molly Gordon                    | Molly Gordon        | Molly Gordon         | Molly Gordon        |
| Sombrerer Boig /Harold Pudding / Falsa Tortuga /Colombo/Knave of Spades | Andrew Mueller                  | Andrew Mueller      | Alex Brightman       | Wesley Taylor       |
| Clarissa/Canary/Queen of Diamonds/Mock Turtle                           | Stephanie Hsu                   | Ashley Park         | Megan Masako Haley   | Catherine Ricafort  |
| Conill blanc /Alfred Hallam/Llebre de març                              | Mike Faist                      | Ben Platt           | J. Quinton Johnson   | Colton Ryan         |
| Rei de cors / Dr Butridge / Jabberwocky / Ànec / Falsa tortuga          | Marrick Smith                   | David Patrick Kelly | Don Stephenson       | Andrew Kober        |
| Eruga /Angus/Knave of Hearts                                            | Rodney Ingram                   | Anthony Ramos       | Heath Saunders       | Heath Saunders      |
| Gat de Cheshire / Tabatha / Eruga 2                                     | Phillipa Soo                    | Emmy Raver-Lampman  | Gizel Jimenez        | Nkeki Obi-Melekwe*  |
| Reina de Cors /Infermera de la Creu Roja                                | Nathaly Lopez / Sydney Shepherd | Mary Testa          | Lesli Margherita     | Grace McLean        |

Kim Blanck va interpretar el gat de Cheshire en els últims espectacles a MCC quan Nkeki va marxar per interpretar a Tina Turner al West End.

## Rebuda
La producció Off-Broadway va rebre crítiques diverses. Si bé alguns van elogiar els aspectes visuals de la història i algunes de les actuacions, molts van criticar la història, titllant-la de confusa i no van poder veure els paral·lelismes del bombardeig londinenc de la Segona Guerra Mundial i Alícia al país de les meravelles. Alguns crítics també van donar al programa comparacions desfavorables amb Spring Awakeningen què Sheik i Sater van treballar junts.
Ben Brantley, de The New York Times, va declarar: "Els personatges del món real s'estableixen tan precipitadament i estan dibuixats de manera esquemàtica que no hi ha res convincent ni sorprenent en les seves metamorfosis. També és difícil entendre cap relació necessària entre el Londres deformat per la guerra el 1941 i els detalls de país de les meravelles".
David Cote, de The Observer, va fer una comparació amb Spring Awakening a la seva ressenya "La diferència: Spring Awakening va ser una adaptació senzilla del retrat satíric-tràgic del dramaturg Frank Wedekind d'adolescents hormonals i adults hipòcrites a l'Alemanya del segle xix. Sater va reduir el text i va afegir les seves lletres tendres i sensuals. Sheik va aportar el seu talent rumiador però intel·ligent. El resultat va ser una potent col·lisió de significants i rebel·lió adolescent que va transcendir el període històric a través del rock emo. Alice By Heart és una barreja més confusa, embolicat en massa capes de realitat i fantasia, trauma i capritx, per oferir la seva càrrega emocional."
Matt Windman va donar a l'espectacle dues de les quatre estrelles i va declarar: "Tot i que sincerament pensat i ple de tocs creatius, "Alice by Heart" és un embolic desarticulat, depriment i desconcertant. Seria gairebé impossible seguir-lo sense un coneixement pràctic de el material d'origen".
Alguns crítics van adoptar un enfocament més positiu. Frank Rizzo, de Variety, va elogiar les actuacions, afirmant: "El repartiment és sòlid, tot i que els personatges perifèrics estan poc dibuixats encara que els seus alter egos surrealistes es delecten amb l'extravagància. Wesley Taylor s'ho passa especialment bé com el Sombrerer Boig, i Andrew Kober n'encarrega cinc. papers amb estil, incloent King of Hearts i un imponent Jabberwocky".
Elysa Gardner de New York Stage Review, en una altra ressenya positiva, va descriure l'espectacle com "un musical foscament capritxós i totalment transportant que recorda Awakening tant en el seu enfocament general, en joves ansiosos i angoixats que han de pagar el preu de la bogeria dels seus grans. i la bellesa exuberant, sovint malenconiosa però estimulant de la seva partitura".

## Premis i honors

### Producció original Off-Broadway
| Any                                        | Premi                               | Categoria              | Nominat   | Resultat |
| ------------------------------------------ | ----------------------------------- | ---------------------- | --------- | -------- |
| 2019                                       |                                     |                        |           |          |
| Premis Drama Desk                          | Coreògraf destacat                  | Rick and Jeff Kuperman | Nominat   |          |
| Premis Drama Desk                          | Disseny de vestuari excepcional     | Paloma Young           | Nominat   |          |
| Premis Lucille Lortel                      | Coreògraf destacat                  | Rick and Jeff Kuperman | Guanyador |          |
| Premis Lucille Lortel                      | Millor actor destacat en un musical | Heath Saunders         | Nominat   |          |
| Premis Lucille Lortel                      | Disseny de vestuari excepcional     | Paloma Young           | Guanyador |          |
| Premis Chita Rivera de Dansa i Coreografia | Coreografia destacada               | Rick and Jeff Kuperman | Guanyador |          |
| Premis Chita Rivera de Dansa i Coreografia | Millor ballarí                      | Zachary Downer         | Nominat   |          |
| Premis Chita Rivera de Dansa i Coreografia | Millor ballarí                      | Wesley Taylor          | Guanyador |          |
| Premis Chita Rivera de Dansa i Coreografia | Millor ballarina                    | Mia DiLena             | Nominat   |          |
| Premis Chita Rivera de Dansa i Coreografia | Conjunt excepcional                 | MCC Theatre            | Nominat   |          |

## Gravació
Un enregistrament de repartiment original es va publicar a través de Sh-K-Boom Records el 28 de juny de 2019. Va assolir el número 5 a la llista d'àlbums de repartiment dels EUA

## Llibre
Una novel·la homònima de Sater es va publicar el 4 de febrer de 2020.